# Coupe du monde de hockey sur glace 1996
Navigation
Coupe Canada 1991 2004
La Coupe du monde de hockey 1996 est la première édition de la Coupe du monde de hockey sur glace, qui remplace la Coupe Canada.

## Équipes participantes
Huit équipes sont conviées à participer à ce tournoi :
- Groupe A :
  -  Canada
  -  États-Unis
  -  Russie
  -  Slovaquie
- Groupe B :
  -  Allemagne
  -  Finlande
  -  Tchéquie
  -  Suède

## Lieux des parties

### Amérique du Nord
| Centre Corel    | Centre Molson    | CoreStates Center          | Rogers Arena                    | Madison Square Garden |
| --------------- | ---------------- | -------------------------- | ------------------------------- | --------------------- |
| Ottawa, Ontario | Montréal, Québec | Philadelphie, Pennsylvanie | Vancouver, Colombie-Britannique | New York, New York    |
|                 |                  |                            |                                 |                       |

### Europe
| Globe Arena | Helsingin Jäähalli | Olympia-Eissport-Zentrum | Sportovní hala |
| ----------- | ------------------ | ------------------------ | -------------- |
| Stockholm   | Helsinki           | Garmisch-Partenkirchen   | Prague         |
|             |                    |                          |                |

## Résultats

### Division Amérique du Nord
| Clt   | Équipe     | PJ | V | D | N | BP | BC | Pts |
| ----- | ---------- | -- | - | - | - | -- | -- | --- |
| +001, | États-Unis | 3  | 3 | 0 | 0 | 19 | 8  | 6   |
| +002, | Canada     | 3  | 2 | 1 | 0 | 11 | 10 | 4   |
| +003, | Russie     | 3  | 1 | 2 | 0 | 12 | 14 | 2   |
| +004, | Slovaquie  | 3  | 0 | 3 | 0 | 9  | 19 | 0   |

- Qualifié pour les demi-finales.
- Qualifié pour les quarts de finale.

| 29 août | Russie | 3-5 (1-3, 2-0, 0-2) | Canada | GM Place, Vancouver 18 422 spectateurs |

| Feuille de match | Feuille de match | Feuille de match | Feuille de match | Feuille de match |
| ---------------- | ---------------- | ---------------- | ---------------- | ---------------- |
|                  |                  |                  | -                |                  |
|                  |                  |                  |                  |                  |
|                  |                  |                  |                  |                  |
|                  |                  |                  |                  |                  |

| 31 août | Slovaquie | 4-7 (2-3, 1-2, 1-2) | Russie | Centre Molson, Montréal 10 733 spectateurs |

| Feuille de match | Feuille de match | Feuille de match | Feuille de match | Feuille de match |
| ---------------- | ---------------- | ---------------- | ---------------- | ---------------- |
|                  |                  |                  | -                |                  |
|                  |                  |                  |                  |                  |
|                  |                  |                  |                  |                  |
|                  |                  |                  |                  |                  |

| 31 août | Canada | 3-5 (2-1, 0-2, 1-2) | États-Unis | CoreStates Center, Philadelphie 19 500 spectateurs |

| Feuille de match | Feuille de match | Feuille de match | Feuille de match | Feuille de match |
| ---------------- | ---------------- | ---------------- | ---------------- | ---------------- |
|                  |                  |                  | -                |                  |
|                  |                  |                  |                  |                  |
|                  |                  |                  |                  |                  |
|                  |                  |                  |                  |                  |

| 1er septembre | Canada | 3-2 (0-0, 2-1, 0-2) | Slovaquie | Centre Corel, Ottawa 18 500 spectateurs |

| Feuille de match | Feuille de match | Feuille de match | Feuille de match | Feuille de match |
| ---------------- | ---------------- | ---------------- | ---------------- | ---------------- |
|                  |                  |                  | -                |                  |
|                  |                  |                  |                  |                  |
|                  |                  |                  |                  |                  |
|                  |                  |                  |                  |                  |

| 2 septembre | Russie | 2-5 (0-2, 1-3, 1-0) | États-Unis | Madison Square Garden, New York 18 200 spectateurs |

| Feuille de match | Feuille de match | Feuille de match | Feuille de match | Feuille de match |
| ---------------- | ---------------- | ---------------- | ---------------- | ---------------- |
|                  |                  |                  | -                |                  |
|                  |                  |                  |                  |                  |
|                  |                  |                  |                  |                  |
|                  |                  |                  |                  |                  |

| 3 septembre | États-Unis | 9-3 (3-1, 3-1, 3-1) | Slovaquie | Madison Square Garden, New York 18 200 spectateurs |

| Feuille de match | Feuille de match | Feuille de match | Feuille de match | Feuille de match |
| ---------------- | ---------------- | ---------------- | ---------------- | ---------------- |
|                  |                  |                  | -                |                  |
|                  |                  |                  |                  |                  |
|                  |                  |                  |                  |                  |
|                  |                  |                  |                  |                  |

### Division européenne
| Clt   | Équipe    | PJ | V | D | N | BP | BC | Pts |
| ----- | --------- | -- | - | - | - | -- | -- | --- |
| +001, | Suède     | 3  | 3 | 0 | 0 | 14 | 3  | 6   |
| +002, | Finlande  | 3  | 2 | 1 | 0 | 17 | 11 | 4   |
| +003, | Allemagne | 3  | 1 | 2 | 0 | 11 | 15 | 2   |
| +004, | Tchéquie  | 3  | 0 | 3 | 0 | 4  | 17 | 0   |

- Qualifié pour les demi-finales.
- Qualifié pour les quarts de finale.

| 26 août | Allemagne | 1-6 (0-0, 0-2, 1-4) | Suède | Globe Arena, Stockholm 13 521 spectateurs |

| Feuille de match | Feuille de match | Feuille de match | Feuille de match | Feuille de match |
| ---------------- | ---------------- | ---------------- | ---------------- | ---------------- |
|                  |                  |                  | -                |                  |
|                  |                  |                  |                  |                  |
|                  |                  |                  |                  |                  |
|                  |                  |                  |                  |                  |

| 27 août | Finlande | 7-3 (4-1, 1-1, 2-1) | République tchèque | Helsingin Jäähalli, Helsinki 7 740 spectateurs |

| Feuille de match | Feuille de match | Feuille de match | Feuille de match | Feuille de match |
| ---------------- | ---------------- | ---------------- | ---------------- | ---------------- |
|                  |                  |                  | -                |                  |
|                  |                  |                  |                  |                  |
|                  |                  |                  |                  |                  |
|                  |                  |                  |                  |                  |

| 28 août | Allemagne | 3-8 (0-3, 2-3, 1-2) | Finlande | Helsingin Jäähalli, Helsinki 5 364 spectateurs |

| Feuille de match | Feuille de match | Feuille de match | Feuille de match | Feuille de match |
| ---------------- | ---------------- | ---------------- | ---------------- | ---------------- |
|                  |                  |                  | -                |                  |
|                  |                  |                  |                  |                  |
|                  |                  |                  |                  |                  |
|                  |                  |                  |                  |                  |

| 29 août | Suède | 3-0 (1-0, 2-0, 0-0) | République tchèque | Sportovní hala, Prague 13 851 spectateurs |

| Feuille de match | Feuille de match | Feuille de match | Feuille de match | Feuille de match |
| ---------------- | ---------------- | ---------------- | ---------------- | ---------------- |
|                  |                  |                  | -                |                  |
|                  |                  |                  |                  |                  |
|                  |                  |                  |                  |                  |
|                  |                  |                  |                  |                  |

| 31 août | République tchèque | 1-7 (0-4, 0-1, 1-2) | Allemagne | Olympia-Eissport-Zentrum, Garmisch-Partenkirchen 5 000 spectateurs |

| Feuille de match | Feuille de match | Feuille de match | Feuille de match | Feuille de match |
| ---------------- | ---------------- | ---------------- | ---------------- | ---------------- |
|                  |                  |                  | -                |                  |
|                  |                  |                  |                  |                  |
|                  |                  |                  |                  |                  |
|                  |                  |                  |                  |                  |

| 1er septembre | Finlande | 2-5 (1-0, 1-2, 0-3) | Suède | Globe Arena, Stockholm 13 850 spectateurs |

| Feuille de match | Feuille de match | Feuille de match | Feuille de match | Feuille de match |
| ---------------- | ---------------- | ---------------- | ---------------- | ---------------- |
|                  |                  |                  | -                |                  |
|                  |                  |                  |                  |                  |
|                  |                  |                  |                  |                  |
|                  |                  |                  |                  |                  |

### Quarts de finale
| 5 septembre | Allemagne | 1-4 (0-1, 1-2, 0-1) | Canada | Centre Molson, Montréal 13 422 spectateurs |

| Feuille de match | Feuille de match | Feuille de match | Feuille de match | Feuille de match |
| ---------------- | ---------------- | ---------------- | ---------------- | ---------------- |
|                  |                  |                  | -                |                  |
|                  |                  |                  |                  |                  |
|                  |                  |                  |                  |                  |
|                  |                  |                  |                  |                  |

| 6 septembre | Russie | 5-0 (2-0, 1-0, 2-0) | Finlande | Centre Corel, Ottawa 15 347 spectateurs |

| Feuille de match | Feuille de match | Feuille de match | Feuille de match | Feuille de match |
| ---------------- | ---------------- | ---------------- | ---------------- | ---------------- |
|                  |                  |                  | -                |                  |
|                  |                  |                  |                  |                  |
|                  |                  |                  |                  |                  |
|                  |                  |                  |                  |                  |

### Demi-finales
| 7 septembre | Canada | 3-2 (2 pr) (1-0, 1-0, 0-2, 0-0, 1-0) | Suède | CoreStates Center, Philadelphie 17 227 spectateurs |

| Feuille de match | Feuille de match | Feuille de match | Feuille de match | Feuille de match |
| ---------------- | ---------------- | ---------------- | ---------------- | ---------------- |
|                  |                  |                  | -                |                  |
|                  |                  |                  |                  |                  |
|                  |                  |                  |                  |                  |
|                  |                  |                  |                  |                  |

| 8 septembre | Russie | 2-5 (0-2, 1-2, 1-1) | États-Unis | Centre Corel, Ottawa 18 500 spectateurs |

| Feuille de match | Feuille de match | Feuille de match | Feuille de match | Feuille de match |
| ---------------- | ---------------- | ---------------- | ---------------- | ---------------- |
|                  |                  |                  | -                |                  |
|                  |                  |                  |                  |                  |
|                  |                  |                  |                  |                  |
|                  |                  |                  |                  |                  |

### Finale
| 10 septembre | Canada | 4-3 (pr) (1-0, 1-2, 1-1, 1-0) | États-Unis | CoreStates Center, Philadelphie 18 577 spectateurs |

| Feuille de match | Feuille de match | Feuille de match | Feuille de match | Feuille de match |
| ---------------- | ---------------- | ---------------- | ---------------- | ---------------- |
|                  |                  |                  | -                |                  |
|                  |                  |                  |                  |                  |
|                  |                  |                  |                  |                  |
|                  |                  |                  |                  |                  |

| 12 septembre | États-Unis | 5-2 (1-1, 2-0, 2-1) | Canada | Centre Molson, Montréal 21 273 spectateurs |

| Feuille de match | Feuille de match | Feuille de match | Feuille de match | Feuille de match |
| ---------------- | ---------------- | ---------------- | ---------------- | ---------------- |
|                  |                  |                  | -                |                  |
|                  |                  |                  |                  |                  |
|                  |                  |                  |                  |                  |
|                  |                  |                  |                  |                  |

| 14 septembre | Canada | 2-5 (1-0, 0-1, 1-4) | États-Unis | Centre Molson, Montréal 21 273 spectateurs |

| Feuille de match | Feuille de match | Feuille de match | Feuille de match | Feuille de match |
| ---------------- | ---------------- | ---------------- | ---------------- | ---------------- |
|                  |                  |                  | -                |                  |
|                  |                  |                  |                  |                  |
|                  |                  |                  |                  |                  |
|                  |                  |                  |                  |                  |

## Classement final
| Place             | Équipe     | Résultat final               |
| ----------------- | ---------- | ---------------------------- |
| Médaille d'or     | États-Unis | Vainqueur                    |
| Médaille d'argent | Canada     | Finaliste                    |
| 3                 | Suède      | Éliminés en demi-finale      |
| 4                 | Russie     | Éliminés en demi-finale      |
| 5                 | Finlande   | Éliminés en quarts de finale |
| 6                 | Allemagne  | Éliminés en quarts de finale |
| 7                 | Slovaquie  | Éliminés en poule            |
| 8                 | Tchéquie   | Éliminés en poule            |

## Statistiques individuelles
Pour les significations des abréviations, voir statistiques du hockey sur glace.
| Joueur           | PJ | B | A | Pts | Pun |
| ---------------- | -- | - | - | --- | --- |
| Brett Hull       | 7  | 7 | 4 | 11  | 4   |
| John LeClair     | 7  | 6 | 4 | 10  | 6   |
| Mats Sundin      | 4  | 4 | 3 | 7   | 4   |
| Doug Weight      | 7  | 3 | 4 | 7   | 12  |
| Wayne Gretzky    | 8  | 3 | 4 | 7   | 2   |
| Brian Leetch     | 7  | 0 | 7 | 7   | 4   |
| Paul Coffey      | 7  | 0 | 7 | 7   | 12  |
| Keith Tkachuk    | 7  | 5 | 1 | 6   | 44  |
| Theoren Fleury   | 8  | 4 | 2 | 6   | 8   |
| Sergueï Fiodorov | 5  | 3 | 3 | 6   | 2   |

| Clt | Joueur           | Équipe     | PJ | Min     | BC | Moy  | %Arr | Bl |
| --- | ---------------- | ---------- | -- | ------- | -- | ---- | ---- | -- |
| 1   | Tommy Söderström | Suède      | 2  | 120 min | 2  | 1,00 | 95,2 | 1  |
| 2   | Tommy Salo       | Suède      | 2  | 120 min | 4  | 1,50 | 93,8 | 0  |
| 3   | Curtis Joseph    | Canada     | 7  | 468 min | 18 | 2,31 | 90,8 | 0  |
| 4   | Mike Richter     | États-Unis | 6  | 370 min | 15 | 2,43 | 92,3 | 0  |
| 5   | Joseph Heiss     | Allemagne  | 2  | 120 min | 5  | 2,50 | 93,3 | 0  |

## Honneurs individuels
- MVP du tournoi :  Mike Richter[1]
- Équipe d'étoiles[2] :
  - Gardien de but :  Mike Richter
  - Défenseurs :  Calle Johansson et  Chris Chelios
  - Attaquants :  Brett Hull,  Mats Sundin et  John LeClair